# Nikolai Vassílievitx Nóvikov
|  | No s'ha de confondre amb l'escriptor i periodista rus Nikolai Novikov. |

Nikolai Vassílievitx Nóvikov (rus: Николай Васильевич Новиков; 7 de febrer de 1903–1989) fou un diplomàtic de la Unió Soviètica.

## Biografia
Es va graduar a l'Institut Oriental de Leningrad en 1930. En els anys següents va ocupar diversos càrrecs científics i acadèmics, a més de servir a la Comissaria del Poble d'Afers Exteriors a Moscou i com a representant soviètic a Atenes i El Caire durant la Segona Guerra Mundial. En particular, va exercir com a ambaixador de la Unió Soviètica davant els Estats Units, càrrec per al qual fou nomenat el 10 d'abril de 1946 fins que va ser rellevat del seu càrrec el 24 d'octubre de 1947. Havia estat fora de Washington DC des que va ser cridat a Moscou per a consultes el 26 de juliol d'aquell any.
El 1990, durant la Glàsnost, alguns dels papers de Nóvikov escrits en 1946 van sortir a la llum. Això va revelar l'influent  telegrama Novikov  o  informe Nóvikov  (enviat a Moscou el 27 de setembre de 1946) que va ser, en part, una reacció al telegrama molt crític de George F. Kennan sobre de la Unió Soviètica. Nóvikov va rebre l'ordre de presentar un informe sobre la política exterior dels Estats Units. Allà va parlar sobre la militarització nord-americana, el creixement de la seva despesa militar, la ideologia d'aquest país, la cooperació nord-americana amb el Regne Unit i la seva suposició que l'elit nord-americana dictava i orquestrava la premsa perquè s'oposés a la Unió Soviètica. El telegrama reflectia el pensament de Stalin, i el seu autor fou Viatxeslav Mólotov.
Es va casar i va tenir dos fills, Iuri (n. 1939) i Nikolai (n. 1943).